# Isla Mujeres (Quintana Roo)
Isla Mujeres é um município do estado do Quintana Roo, no México. A população do município calculada no censo 2005 era de 13.315 habitantes.